# Les Petites Pestes
Pour plus de détails, voir Fiche technique et Distribution.
Les Petites Pestes (The Under-Pup) est un film américain en noir et blanc réalisé par Richard Wallace, sorti en 1939.

## Synopsis
Gloria est envoyée dans un camp d'été pour filles de familles aisées. Elle est d'abord harcelée par les autres filles mais elle se défend et gagne le cœur de tout le monde.

## Fiche technique
- Titre français : Les Petites Pestes
- Titre original : The Under-Pup
- Réalisation : Richard Wallace
- Scénario : Grover Jones, I. A. R. Wylie (histoire)
- Musique : Charles Previn
- Décors : Russell A. Gausman
- Direction artistique : Jack Otterson
- Costumes : Vera West
- Photographie : Hal Mohr
- Montage : Frank Gross
- Production : Joe Pasternak
- Société de production et de distribution : Universal Pictures
- Pays de production :  États-Unis
- Langue d'origine : anglais américain
- Format : noir et blanc — 35 mm — projection : 1,37:1 — son : mono (Western Electric Mirrophonic Recording)
- Genre : comédie romantique, musical
- Durée : 88 minutes
- Dates de sortie :
  - États-Unis : 1er septembre 1939
  - France : 10 avril 1946

## Distribution
- Gloria Jean : Pip-Emma Binns
- Robert Cummings : Dennis Lane
- Nan Grey : Priscilla Adams
- Charles Aubrey Smith : Grandpa
- Beulah Bondi : Miss Thornton
- Virginia Weidler : Janet Cooper
- Margaret Lindsay : Mme Cooper
- Raymond Walburn : M. Layton
- Ann Gillis : Letty Lou
- Paul Cavanagh : M. Franklin Cooper
- Billy Gilbert : Tolio
- Shirley Mills : Cecilia Layton
- Doris Lloyd : Mme Binns
- Dickie Moore : Jerry Binns
- Ernest Truex : M. Binns